# 築地橋站
築地橋站（日语：／ Tsukijibashi eki */?）是位於和歌山縣和歌山市築港，南海電氣鐵道和歌山港線的鐵道車站（廢站）。車站於2005年（平成17年）11月27日廢除。車站名稱取自車站東邊，跨越築地川的橋樑名稱。

## 歷史
- 1956年（昭和31年）5月6日：和歌山港線開業，此站啟用[2]。
- 2005年（平成17年）11月27日：此站與久保町站和築港町站一同廢除[3][1]。

## 車站構造
此站是一座地面車站，設有1面1線的單式月台。站內只有月台，為一座無人車站。此站沒有自動售票機或自動閘機。在廢站後把月台移除，除了車站遺址有一塊較大的空地外，沒有任何鐵路痕跡。

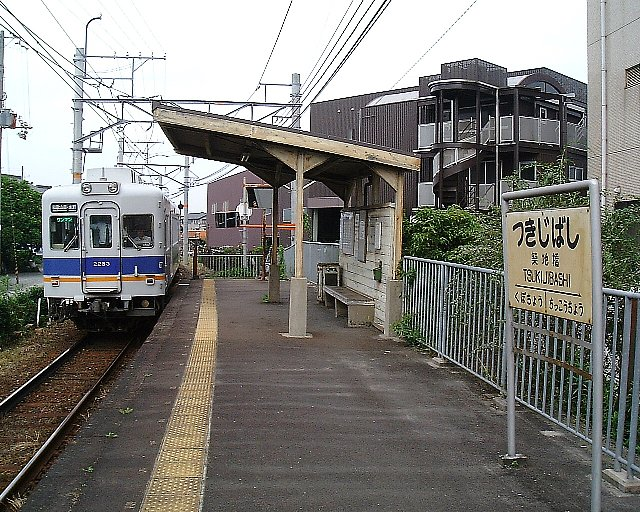
前往水軒的列車正在進站（2002年5月2日）
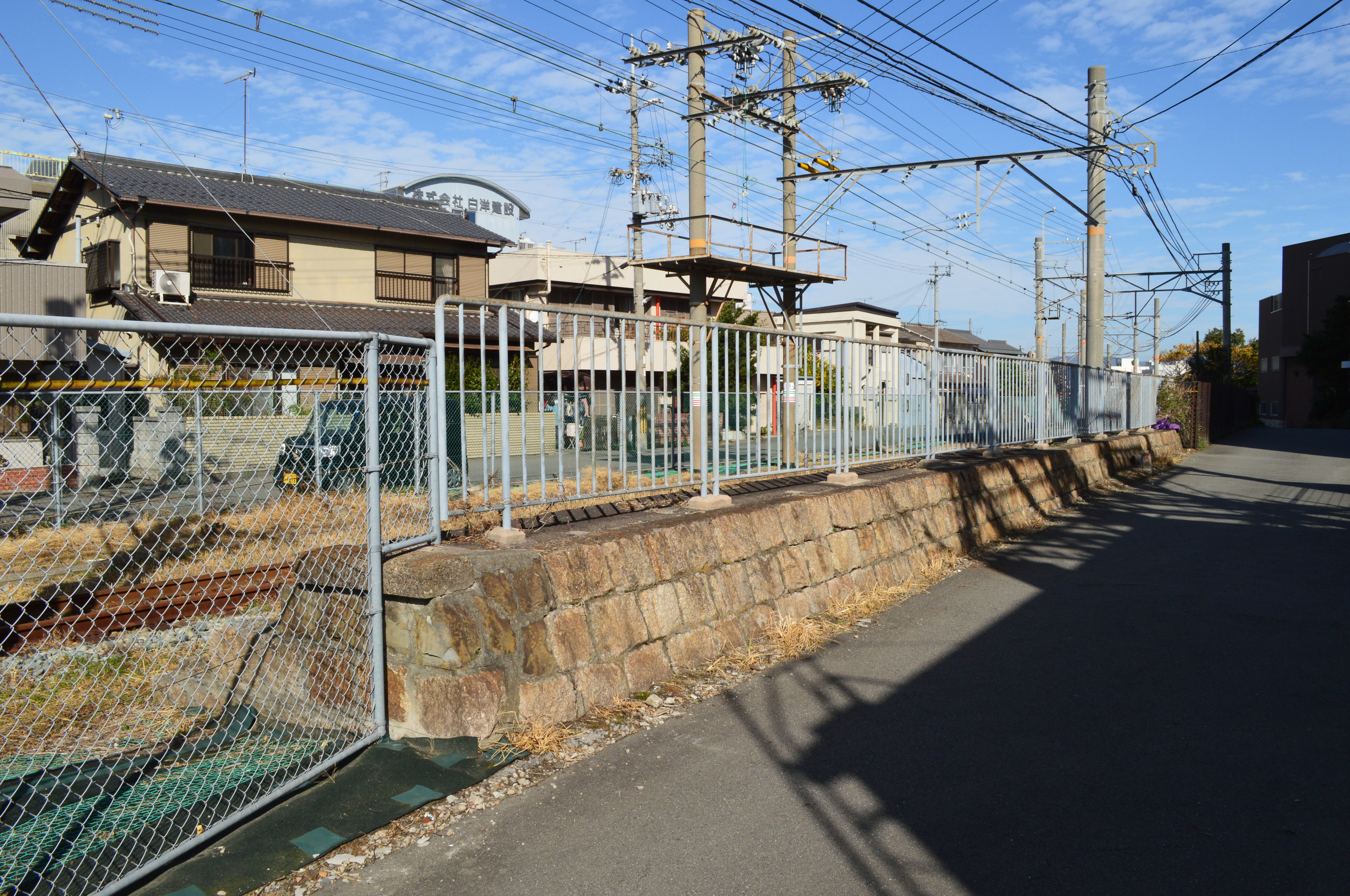
月台遺跡（2018年12月）
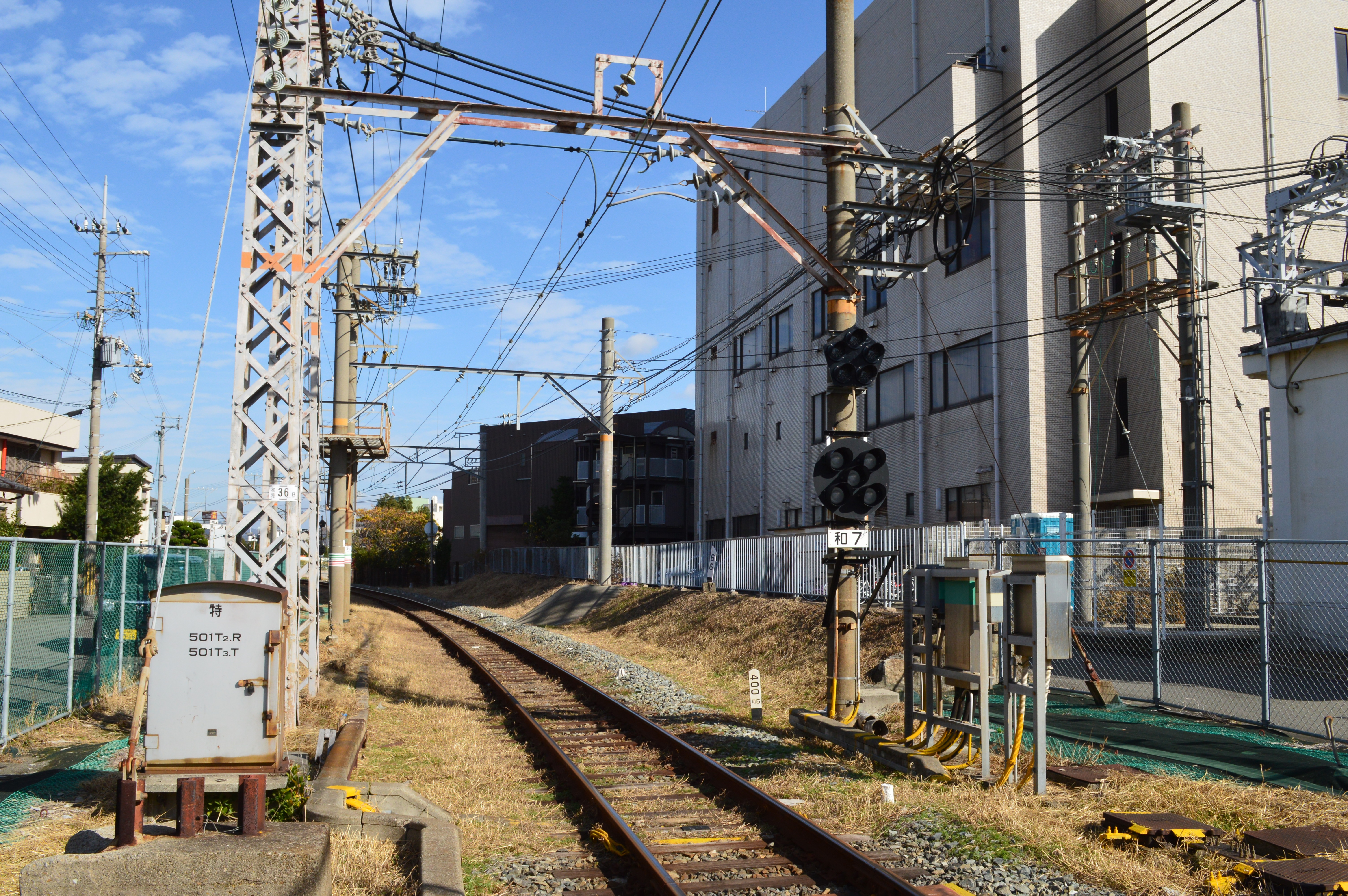
月台遺跡（2018年12月）

## 使用狀況
以下為廢站前的一日平均上下車人次列表：
| 年度               | 1日平均 上下車人次 | 參考資料    |
| ------------------ | ------------------ | ----------- |
| 1980年（昭和55年） | 110                | [ 4 ]       |
| 1985年（昭和60年） | 184                | [ 4 ]       |
| 1990年（平成02年） | 145                | [ 4 ]       |
| 1995年（平成07年） | 129                | [ 4 ]       |
| 2000年（平成12年） | 129                | [ 4 ]       |
| 2001年（平成13年） | 94                 | [ 4 ]       |
| 2002年（平成14年） | 76                 | [ 4 ] [ 3 ] |
| 2003年（平成15年） | 52                 | [ 4 ] [ 3 ] |
| 2004年（平成16年） | 45                 | [ 4 ] [ 3 ] |

## 車站周邊
此站位於市堀川和築地川之間的河島東北方。車站南方設有和歌山縣齒科衛生員專門學校。
- 和歌山縣道16號和歌山港線（日语：和歌山県道16号和歌山港線）
- 和歌山築港郵局

## 相鄰車站
南海電氣鐵道
和歌山港線
久保町－築地橋－築港町

## 注腳
1. 1 2  和歌山県. .   [2021-08-14]. （原始内容存档于2023-10-22） （日语）.
2. ↑  草町義和. . 乗りものニュース. 2018-03-05  [2018-03-07]. （原始内容存档于2024-02-01） （日语）.
3. 1 2 3 4   (PDF). 南海電気鉄道. 2005-05-16  [2018-03-07]. （原始内容 (PDF)存档于2006-10-08） （日语）.
4. 1 2 3 4 5 6 7 8 9   (PDF). 和歌山県企画部地域振興局総合交通政策課.   [2021-08-14]. （原始内容 (PDF)存档于2021-01-24=2024-01-21）.